# Olympische Sommerspiele 2020/Schwimmen – 100 m Rücken (Männer)
Der Wettkampf im 100-Meter-Rückenschwimmen der Männer bei den Olympischen Spielen 2020 in Tokio wurde vom 25. bis 27. Juli 2021 im Tokyo Aquatics Centre ausgetragen.

## Rekorde
Vor Beginn der Olympischen Spiele waren folgende Rekorde gültig.
| Weltrekord         | Ryan Murphy | 51,85 s | Rio de Janeiro, Brasilien | 13. August 2016 |
| Olympischer Rekord | Ryan Murphy | 51,85 s | Rio de Janeiro, Brasilien | 13. August 2016 |

## Vorlauf

### Vorlauf 1
| Platz | Name                    | Nation       | Zeit    | Anmerkung |
| ----- | ----------------------- | ------------ | ------- | --------- |
| 1     | Merdan Ataýew           | Turkmenistan | 55,24 s |           |
| 2     | Gabriel Castillo        | Bolivien     | 58,24 s |           |
| 3     | Heriniavo Rasolonjatovo | Madagaskar   | 59,81 s |           |

### Vorlauf 2
| Platz | Name                | Nation              | Zeit    | Anmerkung |
| ----- | ------------------- | ------------------- | ------- | --------- |
| 1     | Kacper Stokowski    | Polen               | 53,99 s |           |
| 2     | Francisco Santos    | Portugal            | 54,35 s | NR        |
| 3     | Jan Čejka           | Tschechien          | 54,69 s |           |
| 4     | Dylan Carter        | Trinidad und Tobago | 54,82 s |           |
| 5     | Michael Laitarovsky | Israel              | 55,34 s |           |
| 6     | Kalojan Lefterow    | Bulgarien           | 55,60 s |           |

### Vorlauf 3
| Platz | Name                 | Nation      | Zeit    | Anmerkung |
| ----- | -------------------- | ----------- | ------- | --------- |
| 1     | Marek Ulrich         | Deutschland | 53,74 s |           |
| 2     | Guilherme Basseto    | Brasilien   | 53,84 s |           |
| 3     | Quah Zheng Wen       | Singapur    | 53,94 s |           |
| 4     | Ole Braunschweig     | Deutschland | 54,14 s |           |
| 5     | Srihari Nataraj      | Indien      | 54,31 s |           |
| 6     | Yakov Toumarkin      | Israel      | 54,81 s |           |
| 7     | Mikita Zmyh          | Belarus     | 54,88 s |           |
| 8     | Bernhard Reitshammer | Österreich  | 55,26 s |           |

### Vorlauf 4
| Platz | Name             | Nation             | Zeit    | Anmerkung |
| ----- | ---------------- | ------------------ | ------- | --------- |
| 1     | Xu Jiayu         | China              | 52,70 s |           |
| 2     | Mewen Tomac      | Frankreich         | 53,49 s |           |
| 3     | Guilherme Guido  | Brasilien          | 53,65 s |           |
| 4     | Isaac Cooper     | Australien         | 53,73 s |           |
| 5     | Hunter Armstrong | Vereinigte Staaten | 53,77 s |           |
| 6     | Luke Greenbank   | Großbritannien     | 53,79 s |           |
| 7     | Ádám Telegdy     | Ungarn             | 54,42 s |           |
| 8     | Daniel Martin    | Rumänien           | 56,91 s |           |

### Vorlauf 5
| Platz | Name               | Nation     | Zeit    | Anmerkung |
| ----- | ------------------ | ---------- | ------- | --------- |
| 1     | Kliment Kolesnikow | ROC        | 52,15 s |           |
| 2     | Thomas Ceccon      | Italien    | 52,49 s | NR        |
| 3     | Mitch Larkin       | Australien | 52,97 s |           |
| 4     | Ryōsuke Irie       | Japan      | 52,99 s |           |
| 5     | Hugo González      | Spanien    | 53,45 s |           |
| 6     | Simone Sabbioni    | Italien    | 53,79 s |           |
| 7     | Lee Ju-ho          | Südkorea   | 53,84 s |           |
| 8     | Pieter Coetze      | Südafrika  | 54,05 s |           |

### Vorlauf 6
| Platz | Name                 | Nation             | Zeit    | Anmerkung |
| ----- | -------------------- | ------------------ | ------- | --------- |
| 1     | Yohann Ndoye Brouard | Frankreich         | 53,13 s |           |
| 2     | Jewgeni Rylow        | ROC                | 53,22 s |           |
| 2     | Ryan Murphy          | Vereinigte Staaten | 53,22 s |           |
| 4     | Robert Glință        | Rumänien           | 53,67 s |           |
| 5     | Apostolos Christou   | Griechenland       | 53,77 s |           |
| 6     | Markus Thormeyer     | Kanada             | 53,80 s |           |
| 7     | Cole Pratt           | Kanada             | 54,27 s |           |
|       | Richárd Bohus        | Ungarn             | DSQ     |           |

## Halbfinale

### Lauf 1
| Platz | Name                 | Nation             | Zeit    | Anmerkung |
| ----- | -------------------- | ------------------ | ------- | --------- |
| 1     | Ryan Murphy          | Vereinigte Staaten | 52,24 s |           |
| 2     | Mitch Larkin         | Australien         | 52,76 s |           |
| 3     | Thomas Ceccon        | Italien            | 52,78 s |           |
| 4     | Robert Glință        | Rumänien           | 53,20 s |           |
| 5     | Apostolos Christou   | Griechenland       | 53,41 s |           |
| 6     | Marek Ulrich         | Deutschland        | 53,54 s |           |
| 7     | Mewen Tomac          | Frankreich         | 53,62 s |           |
| 8     | Yohann Ndoye Brouard | Frankreich         | DSQ     |           |

### Lauf 2
| Platz | Name               | Nation             | Zeit    | Anmerkung |
| ----- | ------------------ | ------------------ | ------- | --------- |
| 1     | Kliment Kolesnikow | ROC                | 52,29 s |           |
| 2     | Jewgeni Rylow      | ROC                | 52,91 s |           |
| 3     | Xu Jiayu           | China              | 52,94 s |           |
| 4     | Hugo González      | Spanien            | 53,05 s |           |
| 5     | Ryōsuke Irie       | Japan              | 53,21 s |           |
| 5     | Hunter Armstrong   | Vereinigte Staaten | 53,21 s |           |
| 7     | Isaac Cooper       | Australien         | 53,43 s |           |
| 8     | Guilherme Guido    | Brasilien          | 53,80 s |           |

## Finale
27. Juli 2021, 03:59 MEZ
| Platz | Name               | Nation             | Zeit    | Anmerkung |
| ----- | ------------------ | ------------------ | ------- | --------- |
| 1     | Jewgeni Rylow      | ROC                | 51,98 s | ER        |
| 2     | Kliment Kolesnikow | ROC                | 52,00 s |           |
| 3     | Ryan Murphy        | Vereinigte Staaten | 52,19 s |           |
| 4     | Thomas Ceccon      | Italien            | 52,30 s | NR        |
| 5     | Xu Jiayu           | China              | 52,51 s |           |
| 6     | Hugo González      | Spanien            | 52,78 s |           |
| 7     | Mitch Larkin       | Australien         | 52,79 s |           |
| 8     | Robert Glință      | Rumänien           | 52,95 s |           |